# 28642 Zbarsky
28642 Zbarsky este un asteroid din centura principală de asteroizi.

## Descriere
28642 Zbarsky este un asteroid din centura principală de asteroizi. A fost descoperit pe 30 martie 2000 la Socorro, New Mexico, în cadrul proiectului LINEAR. Asteroidul prezintă o orbită caracterizată de o semiaxă mare de 2,36 ua, o excentricitate de 0,12 și o înclinație de 5,2° în raport cu ecliptica.